# Rinorea gabunensis
Rinorea gabunensis är en violväxtart som beskrevs av Adolf Engler. Rinorea gabunensis ingår i släktet Rinorea och familjen violväxter. Inga underarter finns listade i Catalogue of Life.